# Vampire Knight

Vampire Knight (ヴァンパイア騎士 Vanpaia Naito?) este o manga shōjo și un anime scris de Matsuri Hino. Seria a avut premiera în revista LaLa din ianuarie 2005 și este încă în curs de desfășurare. Capitolele sunt publicate în volume colectate de Hakusensha, cu unsprezece volume în prezent lansate în Japonia. Seria manga este licențiată în limba engleză de către Viz Media, care a lansat unsprezece volume până în prezent. Adaptarea în engleză a avut premiera în revista Shojo Beat a lui Viz, din iulie 2006, cu volumele colectate publicate trimestrial.

## Plot
Cea mai veche amintire a lui Yuki este o noapte furtunoasă de iarnă, în care a fost atacată de un vampir...Și apoi salvată de altul. Zece ani mai târziu, Yuki Cross, fiica adoptată de directorul Academiei Cross, a crescut și a devenit un gardian al rasei vampirilor, fiind protejată de cel care a salvat-o, Kaname Kuran, de la descoperirea faptului că el conduce un grup de vampiri la o școală de elită. Dar, de asemenea, se află de partea ei Zero Kiryuu, un prieten din copilărie care urăște vampirii pentru că ei au distrus ce a avut el drag, iar acum este hotărât să nu mai aibă încredere în ei. Acest aranjament coexistent pare plăcut și frumos, dar au renunțat vampirii cu adevărat la căile lor criminale, sau există un adevăr întunecat în spatele acțiunilor lor? Deoarece în această lume plină de secrete, unde nimic nu este așa cum pare, prețul de încredere rătăcit poate fi chiar mai rău decât moartea.

## Personaje
Yuki Cross / Yuki Kuran
Yuki Cross / Yuki Kuran este fiica adoptată de Directorul Academiei Cross, o studentă de 15 ani, în primul an, care mânuiește tija Artemis, o armă anti-vampir pe care ia dat-o Kaien Cross. Ca om, ea este gardianul care protejează secretul elevilor vampiri de studenții umani. Yuki este alături de Zero Kiryu, care devine hotărât să contribuie, dacă el o învață pe aceasta să devină un vampir. O altă relație semnificativă este cu Kaname Kuran, aceasta fiind îndrăgostită de el, deoarece a salvat-o când era copil. Ea este, în general, un fel de personaj grijuliu, vesel, nebun și comic, dar este foarte naivă și lipsită de griji, adesea fiind descrisă ca cineva care nu este foarte inteligent, fiind o studentă săracă din cauza faptului că ea este un gardian în timpul nopții și studențiilor în timpul zilei, oferindu-i puțin timp pentru învățat și dormit. Ea este deseori ignorată de către alte personaje care știu  mai multe despre non-purtarea ei, ceea ce duce la sentimentul personajului vinovat pentru a fi inconștient de suferința celorlalte personaje. Matsuri Hino a descris-o pe Yuki ca fiind un personaj liniștit și vindecător, care exemplifică partea ei dreaptă. Spre punctul culminant al primului arc, Yuki este dovedită a fi un vampir pursânge, atunci când Kaname a trezit-o rupând vraja mamei lor care a transformat-o în om și i-a eliberat amintirile remprimate din trecutul ei. Această revelație l-a înstrăinat pe Zero, dar au luptat împreună pentru al învinge pe Rido. Foști prieteni apropiați modurile lui Zero de a o face pe Yuki să fie de partea lui intenționează să ucidă toți vampirii pursânge, inclusiv ea însăși, în timp ce dezvăluie sentimentele lui pentru ea. Răspunsul lui Yuki este necunoscut până când ea a rămas mai târziu pentru a recunoaște că Kaname este cineva neclintit de la Zero la inima ei. În timpul unui an omis, Yuki a petrecut tot timpul în interiorul conacului lui Kaname Kuran până când Yuki a decis să preia responsabilitatea de a ucide vampirii care doresc să o omoare. Kaname dezvăluie că nu este doar strămoșul lui Yuki ci și fratele ei mai mare, care o duce pe Yuki să solicite începerea peste misiuni, dar Kaname lasă să-și continue misiunea lui din trecut. Yuki se întoarce la Academia Cross, și a repornit clasa de noapte pentru a aduna aliați. Yuki începe repararea relației cu Zero, dar neînțelegerea sa îi determină să formeze un acord bazat pe obiective comune, care este pur cum ar fi de afaceri. Când vânătorii se revoltă împotriva lui Kaien în încercarea de al opri pe Kaname, Yuki afirmă că să-l oprească singură pe Kaname. Cu toate acestea, ea a spus, de asemenea, că Zero ar fi o piesă în jocul lui Kaname, el va juca un rol în care se va duce să o întâlnească. Yuki este, de asemenea, o prințesă pursânge. Numele lui Yuki este o combinație însemnând "oferta" sau "natură", și ki, înseamnă "prințesă". Destul de interesant este alt sens pentru yuki este "curajul", în timp ce Yuki poate însemna de asemenea "zăpadă". Kurosu este pronunția japoneză din limba engleză pentru cuvântul "cruce." Cu toate acestea kanji are un sens diferit, KURO="negru" și SU="maestru": maestru negru. Kanji pentru Kuran este o combinație de modă veche scrisă ku, însemnând "nouă" și ran, înseamnă "orhidee": "nouă orhidee." 
Exprimată de: Yui Horie (japoneză), Mela Lee (engleză).
Zero Kiryu
Zero Kiryu este unic, fiind un vânător de vampiri și un vampir. El este prietenul apropiat al lui Yuki și gardian de pază la Academia Cross, și a fost instruit să fie un vânător de vampiri de către Yoga Yagari. Zero poartă arma anti-vampir un pistol numit "Bloody Rose". El a fost primit de către Kaien Cross și de Yuki după ce a fost mușcat de un vampir pursânge care i-a ucis, și familia. Datorită atacului, Zero a dezvoltat o ură profundă pentru neîcrederea în vampiri, în ciuda inițială a faptului că e un personaj blând.Prin blândețea sa se exprima și dragostea către Yuki Kros.Matsuri Hino l-a descris pe Zero ca o exemplificare a naturii ei ezitante. Zero nu a fost numele personajului original, care a fost schimbat pentru a fi mai puternic. Prenumele lui Zero este kanji pentru Rei, adică "zero." Numele de familie, Kiryu, Ki înseamnă "melc" sau "burghiu", și ryu înseamnă "viață".
Exprimat de: Mamoru Miyano (japoneză), Vic Mignogna (engleză).
Kaname Kuran
Kaname Kuran este introdus ca un vampir pursânge care a salvat-o pe Yuki care a fost atacată de alt vampir, atunci când ea avea doar cinci ani. Kaname este dovedit a fi unul dintre vampirii originari și creatorul familiei Kuran, care a crescut ca fiul lui Haruka și Juri după ce a fost trezit de Rido Kuran. În timpul primului arc, Kaname își petrece timpul protejând-o pe Yuki, care include uciderea lui Shizuka Hio și dăruire-a puterilor sale lui Zero Kiryu. Atașamentul inexplicabil al lui Kaname și blândețea lui Yuki se explică în cele din urmă când acesta îi trezește lui Yuki adevărata natură ca vampir pursânge care s-a născut ca sora lui mai mică și de a deveni soția lui. Prenumele lui Kaname înseamnă "ușă întredeschisă". Kanji pentru Kuran, este o combinație de modă veche scrisă ku, însemnând "nouă" și ran, înseamnă "nouă": "nouă orhidee".
yuki este indragostita de kaname dar nu poate ascunde si iubirea pentru zero
Exprimat de: Daisuke Kishio (japoneză), Ethan Murray (engleză).

## Elevii clasei de Zi
Elevii clasei de zi sunt oamenii care merg la Academia Cross și locuiesc în căminul Soare. Majoritatea rămân ignoranți datorită vampirilor de la școala de Noapte. Ei participă la cursuri în timpul zilei, de unde vine și numele, în timp ce poartă uniforme negre. După bătălia de la școală, elevii au aflat de adevărata identitate a elevilor de la clasa de Noapte. La început au fost temători, dar au acceptat în cele din urmă cu părere de rău vampirii, cu toate acestea, la redeschiderea școlii, dar toți au selectat câteva amintiri șterse.
Sayori Wakaba
Sayori "Yori" Wakaba este prietena lui Yuki și elevă a clasei de Zi. Ea are un logodnic. Yori este o fată foarte receptivă, care vede o aură înfricoșătoare la elevii clasei de Noapte. Ea este una din puținele fete care nu au nici un interes pentru elevii clasei de Noapte. Atunci când descoperă că Yuki este vampir în timpul atacului asupra școlii ea o acceptă pe Yuki așa cu e. După ce a trecut un an, Yori a rămas prietena loială a lui Yuki și a refuzat să aibă memoria ștearsă de vânători, și ea este singura dintre elevii clasei de Zi care știe ce s-a întâmplat. Este dezvăluit că Yori este fiica unui funcționar important, dacă vânătorul sau nu este necunoscut, atunci când directorul a discutat de redeschiderea școlii de Noapte. În manga ea a făcut câteva încercări de a o vedea pe Yuki. Ea se întâlnește cu Ruka și Kain și cu doi alți studenți din clasa de Zi, și este dispusă să meargă în interior, apoi Ruka folosește puterea ei de a face toți studenții școlii de Zi să adoarmă. Numele Wakaba înseamnă "frunze tinere". Prenumele său Sayori, este o combinație, SA înseamnă "nisip" și YORI înseamnă "de încredere."
Exprimată de: Risa Mizuno (japoneză), Stephanie Sheh (engleză)
Nadeshiko Shindo
Nadeshinko Shindo este o fată timidă, dar îndrăzneață de la clasa de Zi, la fel ca și restul celorlalte fete, ea apare prima dată în calitate de stupidă, din cauza admirației ei amenințătoare a elevilor școlii de Noapte. Ea a fost considerată la fel de curajoasă după faptul că colegii ei sunt timizi, dar a avut curajul de ai cere lui Zero Kiryu să danseze cu ea în timpul balului. Shindo are părul împletit în cozi și are de asemenea agrafe în păr. Ea poartă de asemenea ochelari. Culoarea părului lui Shindo este un maro ușor, care arată aproape blond, și are ochi albaștri. Shindo este văzută prima dată de Ziua Ciocolatei / Sf Valentin, atunci când fetele școlii de Zi au stat în afara școlii de Noapte. Ea a încercat să urce zidul pentru a le da ciocolată celor de la clasa de Noapte, dar atunci cade. Zero o prinde înainte de a se întâmpla acest lucru, deși Zero refuză să se repete asta ca ea să nu fie aproape de el. Ea a încercat să-i dea ciocolată lui Zero dar el refuză și îi spune să-l lase în pace. Apoi ea apare în altă poveste atunci când l-a rugat pe Zero să danseze cu ea în timpul balului. Ea nu este văzută din nou, până când, după bătălia cu vampiri slujitori ai lui Rido, ea apare vorbind cu fetele despre clasa de Noapte, și au votat să nu uite că secretul elevilor de la clasa de Noapte este că sunt vampiri.
Exprimată de: Taka Fujimori (japoneză), Carrie Savage (engleză)
Kasumi Kageyama
Kasumi Kageyama este un student la clasa de Zi la Academia Cross și președintele clasei. El are părul maro închis la culoare și poartă ochelari. El poartă uniforma școlară în mod corespunzător și mod normal are o expresie a chipului. Kasumi este într-o dragoste cu Ruka Soen, dar ea nu are nici un interes față de el. În timpul Zilei Ciocolatei el ia dat lui Ruka o cutie cu cicolate. La balul social, el i-a cerut lui Ruka să danseze cu el, dar ea l-a refuzat spunându-i că nu vrea să danseze nu cineva care nu-l cunoaște. Când Ichiru a ajuns la academie, Kasumi a spus că o să grijă de el. După ce a trecut un an, el are un rol mic, dar o spionează pe Yuki mergând pe jos în pădure cu Zero și constată că cei de la clasa de Noapte sunt ciudați, și este aproape atacat de doi vampiri. El este condus de Ruka și Kain, împreună cu Sayori și Shindo la școala de Zi după ce a adormit și după ce i-a recunoscut și-a recăpătat memoria, dar Ruka nu și-l amintește spre dezamăgirea lui, dar aceasta îi mulțumește pentru că și-a reamintit de ea, și toți merg înapoi.
Exprimat de: Takahiro Matukawa (japoneză), Derek Stephen Prince (engleză)
Fuka Kisaragi
Fuka Kisaragi este un personaj secundar care apare doar în romanul Vampire Knight: Ice Blue's Sin. Ea are inițial o pasiune pentru Kaname, dar se concentrează mai târziu la sentimentele ei pentru Aido. Ea aproape a murit într-un accident mortal în apropiere înainte participarea la Academia Cross, dar este salvată de un vampir pursânge care o mușcă și o transformă în vampir. Ea este folosită de Aido și alți membri ai clasei de Noapte ca un subiect de testare pentru tablete de sânge, și este ținută în întuneric cu privire la faptul că devine un vampir. La finalul romanului, ea își dă seama de ce i se întâmplă și este ucisă de Aido, decât să devină un Nivel E, dar nu înainte să admită ce a simțit pentru el.
Ichiru Kiryu
Ichiru Kiryu a fost fratele geamăn mai mic al lui Zero. Ichiru nu a reușit să devină un Vânător de Vampiri din cauză că era un băiat bolnăvicios și avea lipsă de talente pentru a fi un vânător. El a crezut că a fost ucis de Shizuka Hio, dar s-a întors sănătos după ce s-a dezvăluit că a devenit robul lui Shizuka și aceasta ia dat lui Ichiru sângele ei pentru al vindeca de o boală. În ciuda dorințelor sale, ea nu l-a tranformat în vampir și el a rămas om. Cu moartea lui Shizuka, el se întoarce la Academia Cross (fiind timpul lui Kasumi Kageyama), ca student în clasa de Zi la ordinea consiliului vampirilor și din dorința de răzbunare a morții lui Shizuka. În timpul detenției lui Zero ca Vânător de Vampiri, Ichiru îl vizitează și-l împușcă, dar el îi arată o rană mortală dintr-o încercare de al ucide pe Rido, din cauza rolului său în moartea lui Shizuka. După ce și-a împușcat fratele, Ichiru îl convinge pe Zero să-l devoreze astfel încât cei doi să poată deveni în cele din urmă unul, așa cum inițial ar trebui să fie. După ce a murit, Zero îl îngroapă pe Ichiru alături de momântul părinților lor. Prenumele lui Ichiru; Ichi= un (stil vechi), ru= fir. Numele de familie, Kiryu, Ki înseamnă "melc" sau "burghiu", și ryu înseamnă "viață".
Exprimat de: Mamoru Miyano (japoneză), Vic Mignogna (engleză)

## Elevii clasei de Noapte
Elevii clasei de Noapte sunt vampiri tineri care frecventează la Academia Cross. Ei trăiesc în căminul Luna și poartă uniforme albe. De asemenea ei sunt urmași ai familiilor de elită în societate și sunt vampiri de sânge nobil, adunați de Kaname Kuran, în scopul de a urmări pacea dintre oameni și vampiri. Ei sunt extrem de frumoși și inteligenți. Deoarece sunt nocturni și sensibili la lumina soarelui, ei participă la cursuri în timpul nopții și dorm în timpul zilei.

## Manga
Fata de anime,manga continua asa cum este scris mai sus.In final,Kaname isi pune inima in Cuptor,pentru a crea alte arme anti-vampir.Yuki il viziteaza deseori cu Zero pe Kaname care este intr-un fel de sicriu de gheata.Yuki si Zero vor ramane impreuna pentru cativa mii de ani si vor avea doi copii,o fata cu Kaname si un baiat cu Zero.Hanabusa Aidou gaseste niste cercetari ale lui Kaname in care sunt scrise metode prin care poti transforma vampirii in oameni si gasesc o cale de a-i pune inima lui Kaname inapoi in corp.Atunci cand pregatirile pentru Kaname sunt gata si inima ii este pusa inapoi in corp,Yuki isi da viata pentru a-l transforma in om,dar Kaname va uita de Yuki si de tot ceea ce s-a intamplat.Atunci cand de trezeste,cei doi copii ai lui Yuki sunt langa el si ii spun: "Acesta este un mesaj de la mama mea pentru celalalt tata al meu.Am vrut sa-ti dau ceea ce am iubit....lumea pe care am vazut-o cand am fost om..." 

## Joc video
A fost creat un joc video in 2009,se numeste Vampire Knight DS,dar nu poate fi descarcat de pe internet,jocul este in japoneza iar Google Chrome nu il poate traduce.Poate fi cumparat numai din Japonia.

## Soundtrack
Exista doua CD cu piesele din Vampire Knight.Primul CD contine melodiile:
1.Vampire Knight Opening-Futatsu no Kodou to Akai Tsumi (TV SIZE)
2.Vampire Knight Main Theme
3.Yuki Cross's Theme
4.Zero Kiryu's Theme
5.Kaname Kuran's Theme
6.Mystical Night Class
7.Elegant Night Class
8.Yuki's Recollection
9.Ordinary Day Class
10.Everyday Affairs
11.Usual Life
12.I have a dream
13.Zero's Memory
14.Hidden Truth
15.Secret
16.Forbidden Act
17.Destined Twins
18.Maria Kurenai's Theme
19.Shizuka Hio's Theme
20.Insecurity
21.Level E
22.Vampire Hunter
23.Unfavorable Incident
24.Intense Nervousness
25.Mysterious Atmosphere
26.Solitude
27.Heart-Rending Sorrow
28.Social Ball
29.Majestic Vampire
30.Vampire Knight Ending-Still Doll (TV SIZE)
Al doilea CD cuprinde melodiile:
1.Vampire Knight Guilty Opening-Rinne Rondo (TV SIZE)
2.Vampire  Knight Guilty Main Theme
3.Pleasant Memories
4.Genroin
5.Kyokacho
6.Vampire Ball
7.Winter Page~Mysterious Past
8.Warm Envelopment
9.Rido Kuran's Theme
10.Awakening
11.Determination
12.First Encounter
13.Grandioso
14.Premonition
15.Lingering Suspense
16.Contradicting Interdiction
17.Sentiments Aligned
18.Surrounding Mists
19.Nervous Intuitions
20.Utmost Tension
21.Foreboding Force
22.Ominous Feeling
23.Duel
24.Strained Engagement
25.Inner Turmoil
26.Conflict Remains
27.Lost in grief
28.Uncertainty
29.The Departure
30.Vampire Knight Guilty Ending-Suna no Oshiro (TV SIZE)